# 69
69 рік названий у Римській імперії роком чотирьох імператорів — один за одним змінилися Гальба, Отон, Вітеллій та Веспасіан.

## Події
- 15 січня — Римські легіони у Верхній Німеччині, в Колонії Агріппіна (сучасний Кельн) проголосили імператором (в противагу вже діючому імператору Гальбі) легата Авла Вітеллія
- 14 квітня — У вирішальній битві біля Бедріака армія легата Авла Вітелія розгромила війська римського імператора Отона, котрий після поразки покінчив життя самогубством. Його солдати перейшли на бік Вітелія, який з величезним військом рухався на Рим.
- 17 квітня — римським імператором проголошено Вітеллія (вбитий 20 грудня того ж року).
- 1 липня — після військової поразки імператора Вітеллія, легіони проголосили імператором Веспасіана (почав правити в Римі 20 грудня того ж року).
- Початок повстання Анікета.